# Samarga (kraï du Primorié)
Cet article possède un paronyme, voir Samara (homonymie).
Samarga (en russe : Самарга́) est un village du kraï du Primorié en Extrême-Orient russe. Se situant dans le raïon de Terneï, sa population s'élevait à 183 habitants en 2020. Elle est la localité la plus orientale du kraï du Primorié.

## Géographie

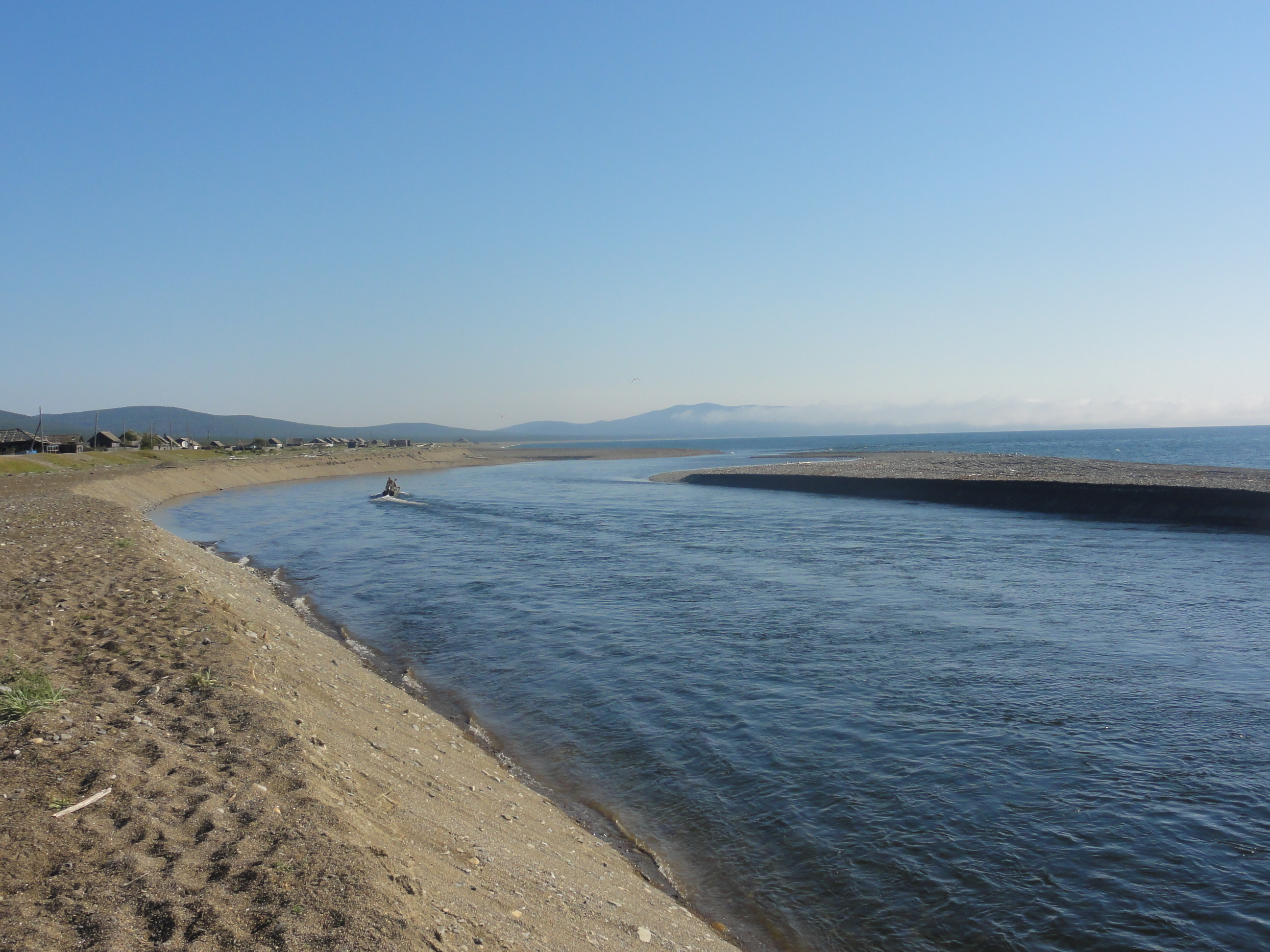
L'embouchure de la Samarga avec le village.

La localité est située dans le kraï du Primorié, un sujet de l'Extrême-Orient de la Russie, juste à côté de la Mandchourie chinoise. Elle se trouve dans le district fédéral Extrême-Oriental, à 707 km de Vladivostok, la capitale du kraï et du district, ainsi qu'à 6 426 km de la capitale du pays Moscou. De par sa position, elle est la localité la plus orientale du kraï du Primorié, mais pas la plus septentrionale, étant devancée par Agzou.
Samarga est l'une des onze localités du raïon de Terneï, le raïon le plus au nord du kraï. Son centre administratif est la commune urbaine de Terneï, à 297 km au sud-ouest. Le village le plus proche est Iedinka, à 12 km au sud-ouest.
Le village se situe dans une plaine côtière longeant mer du Japon, plus précisément du détroit de Tatarie, détroit séparant le continent asiatique de l'île de Sakhaline. Cette plaine côtière n'est large que de quelques kilomètres, mais est l'embouchure de deux fleuves côtiers ; la Samarga (ru) au nord, et la Iedinka (ru) au sud. À l'extrême-sud de cette plaine côtière se trouve le lac Bournoïe.
Le village se situe sur la rive gauche de la Samarga, fleuve côtier long de 218 kilomètres qui naît dans les montagnes environnantes. Ces montagnes qui longent la côte sont la cordillère du Sikhote-Aline, qui longe le littoral depuis l'Amour au nord jusqu'au golfe de Pierre-le-Grand au sud. En raison de son climat, le village est assimilé tout comme le raïon à la région du Nord.

## Histoire
Le bassin de la rivière Samarga, tout comme le Sikhote-Aline, est peuplé depuis très longtemps par les Oudihés, les Oultches et les Orotches. 
Avant l'arrivée des Russes au Primorié (seconde moitié du XIXe siècle), les Oudihés vivaient dans la zone, répartis en camps tribaux, dans des fanzas. La chasse et la pêche, ainsi que la cueillette, étaient leurs principales activités. Avec l'arrivée des Russes, l'agriculture et l'exploitation du bois ont commencé à être faites.
En 1908, des vieux-croyants fondèrent le village, reprenant le nom de la rivière Samarga. Ce nom vient du toungouse « Samar », signifiant « Chaman ».
Alors que la guerre civile commence en Russie, en 1918 est créé un détachement partisan, et la même année un conseil de village a été formé.
En 1929, la première école est ouverte, et alors que la collectivisation commence dans l'Union soviétique, une ferme collective de pêche Samarga a été organisée en 1932 dans le village, afin d'embaucher les Oudihés. La même année, le village fut inclus dans le raïon de Terneï nouvellement créé. Quatre ans plus tard, un magasin est construit, puis l'année suivante une coopérative de poissons. Il y avait alors dans le village déjà des magasins, entrepôts et une boulangerie. Toujours en 1937, le village se dote du réseau téléphonique. 
Pendant les Grandes Purges, plusieurs personnes furent envoyés au goulag, et pendant la Seconde Guerre mondiale allèrent au front.
En 1947, un internat fut ouvert pour les écoliers des villages voisins.
En 1962, la ferme collective Samarga fut dissoute, et la même année une entreprise industrielle d'État a été créée, centrée sur l'exploitation forestière. Pendant la période soviétique post-guerre, le village avait des champs, une ferme laitière, une conserverie de poissons, une jetée et une banque.
Après la dislocation de l'Union soviétique, l'entreprise industrielle d'État fut liquidée en 1995,.
De 2004 à 2020, le village formait une municipalité, l'établissement rural de Samarga (ru), avant qu'il soit dissout,.

## Démographie
Recensements (*) et estimations de la population,,,,:
| 1915* | 1926* | 2002 * | 2010* | 2012 | 2013 |
| ----- | ----- | ------ | ----- | ---- | ---- |
| 22    | 310   | 148    | 185   | 193  | 194  |

| 2014 | 2015 | 2016 | 2017 | 2018 | 2019 |
| ---- | ---- | ---- | ---- | ---- | ---- |
| 200  | 197  | 196  | 185  | 189  | 185  |

| 2020 | - | - | - | - | - |
| ---- | - | - | - | - | - |
| 183  | - | - | - | - | - |

En 2002, sur les 148 habitants, il y avait 94 % de Russes.

## Économie, culture et transports
L'économie du village est principalement axée comme le reste de la région sur l'exploitation forestière. En termes de service, le village possède un bureau de poste ainsi qu'une école avec aussi un jardin d'enfants.
Dans la vallée de la Samarga se trouve un complexe touristique entouré de taïga.
En termes de transport, le village est difficile d'accès. Il y a une piste forestière vers Agzou, praticable par seulement des véhicules robustes. Au cap Adimi, au nord de Samarga, se trouve un terminal pour les bateaux, principalement destiné au fret mais aussi pour les passagers, avec des bateaux plusieurs fois par mois. Une piste relie ce cap à Samarga. En hiver, la Samarga se transforme en route d'hiver, permettant un meilleur accès vers Agzou et Iedinka. De Iedinka, une piste forestière relie le village à Svetlaïa au sud, prolongée au sud vers Amgou et Terneï. De Terneï, la 05K-442 continue vers le sud, longue de 137 km, jusqu'à Roudnaïa Pristan, ou la 05N-100 prend le relais vers l'A370. Un aérodrome se situe dans le village desservi par de petits aéronefs en direction de Terneï et d'autres localités.